# Alcyon (ciclismo)
La Alcyon era una squadra maschile francese di ciclismo su strada, attiva nel professionismo dal 1904 al 1958.
Fu una delle squadre più rappresentative dei primi decenni del novecento, vincendo sette edizioni del Tour de France nel periodo 1909-1929, oltre a numerosissime classiche come la Parigi-Roubaix, la Milano-Sanremo e la Bordeaux-Parigi. Era patrocinata da Alcyon, azienda di Neuilly-sur-Seine costruttrice di biciclette e motociclette, e per molti anni co-sponsorizzata dal fornitore di pneumatici Dunlop, e i suoi ciclisti vestivano una caratteristica maglia celeste.

## Storia

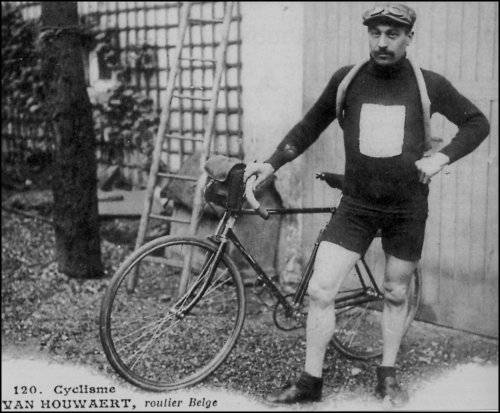
Cirille Van Hauwaert nel 1908

Competitiva sin dai primi anni del Novecento, la Alcyon ottenne un risultato storico nella Milano-Sanremo 1908, quando riuscì a piazzare ben otto corridori nei primi dieci posti, e vinse la corsa con Cyrille Van Hauwaert (quell'anno vincitore anche della Parigi-Roubaix). L'anno seguente Alcyon ottenne la vittoria del Tour de France grazie a François Faber. Nel 1910 ebbe modo di ripetersi sia alla Milano-Sanremo, con il francese Eugène Christophe, che alla Parigi-Roubaix e al Tour de France, vinti con Octave Lapize; ancora nel 1911 la squadra vinse sia la Milano-Sanremo che il Tour de France con Gustave Garrigou.
Alla Milano-Sanremo 1912 la Alcyon piazzò ancora sei atleti nei primi dieci e ottenne il successo con Henri Pélissier e completò il podio con Garrigou e Jules Masselis. Nel 1913 ottenne il quinto successo alla "classica di primavera", con primo Odile Defraye, già vincitore del Tour de France 1912 in maglia Alcyon; vinse anche il Giro di Lombardia con Henri Pélissier. Negli stessi anni, dal 1906 al 1914, la squadra vinse anche sette Bordeaux-Parigi.
Dopo la prima guerra mondiale e un certo periodo di crisi, la Alcyon-Dunlop tornò a vincere il Tour de France nel biennio 1927-1928 con il lussemburghese Nicolas Frantz, e nel 1929 con il belga Maurice Dewaele. Notevoli furono i domini dell'edizione 1928, con 12 vittorie su 22 tappe (cinque di Frantz) e il primato di Frantz dalla prima all'ultima tappa, e dell'edizione 1929, con 11 vittorie su 22 tappe (cinque con André Leducq). Dal 1930, con il Tour de France riservato alle squadre nazionali, vinsero la Grande Boucle i francesi André Leducq (1930, 1932) e Georges Speicher (1933), e i belgi Romain Maes (1935) e Sylvère Maes (1936, 1939), tutti ciclisti Alcyon. Negli stessi anni, dal 1930 al 1939, la squadra vinse sette Parigi-Roubaix, di cui tre con Gaston Rebry (1931, 1934 e 1935), sei Parigi-Tours, due Giri delle Fiandre e due Liegi-Bastogne-Liegi.
Nel secondo dopoguerra Briek Schotte diede ad Alcyon le vittorie in due Parigi-Tours, due Parigi-Bruxelles e nel Giro delle Fiandre 1948; negli anni cinquanta la squadra tornò quindi al successo soprattutto per mano di Germain Derycke, primo alla Parigi-Roubaix 1953, alla Freccia Vallone 1954 e alla Milano-Sanremo 1955. Dopo alcuni anni senza ottenere successi significativi, a fine 1958 la squadra venne dismessa.
Nel 1961 Alcyon fece un'ultima fugace ricomparsa in gruppo con il team "Alcyon-Leroux" diretto da Georges Speicher; la squadra verrà chiusa a fine 1962 dopo una stagione come Gitane-Leroux.